# Tridimit
A tridimit a szilicium-dioxid (kvarc) magas hőmérsékletű polimorfja. Kémiai képlete SiO2. Általában apró, fehér illetve színtelen, ritkábban sárgás vagy szürkés pszeudo-hexagonális (álhatszögletű) kristályok formájában fordul elő felzites kiömlési vulkáni kőzetek üregeiben. A kristályos tridimitet először 1868-ban jegyezték fel, típuslelőhelye Hidalgóban, Mexikóban van. Elnevezése a görög trydimos szóból ered ami triplát jelent, mivel a tridimit három ikerkomponensből álló összetett kristály.

## Szerkezet
A tridimit hét politípusban jelenhet meg, és a leggyakoribb α és β formák ismertek standard légköri nyomáson. Mind arányosan, mind aránytalanul modulált szerkezetváltozatok léteznek. Az α-tridimit, amely triklinikus formában stabil 100°C alatt, az elsődleges politípus. Emellett ortorombikus, monoklin és hexagonális politípusok ismertek, amelyek magasabb hőmérsékleten stabilak. A β-tridimit, amely ortorombikus politípus, a legstabilabb magas hőmérsékleten (>870°C), és 1470°C felett β-krisztobalittá alakul. Általában a tridimit nem képződik közvetlenül tiszta β-kvarcból, és általában alkálifémek stabilizálják. Ellenkező esetben a β-kvarc 1050°C-on közvetlenül krisztobalittá alakul, anélkül hogy tridimit fázis lépne fel.

## Tridimit a Marson
A Curiosity rover 2016-ban a Gale-kráterben talált rá a kvarcváltozatra. A tridimitet általában robbanásos vulkáni kitörésekhez kötik a Földön, de a Marson egy egykori tómederben találták meg. A kutatócsoport átfogó vizsgálatokat végzett a tridimit előfordulásain, a Mars vulkanizmusáról és üledékeiről szóló adatokon alapulva, majd publikálták az eredményeket az Earth and Planetary Science Letters című szakfolyóiratban. A kutatók arra a következtetésre jutottak, hogy a tridimitet egy vulkáni kitörés során juttatta a felszínre a Mars egyik vulkánjából. Ez az esemény nagyjából 3 milliárd évvel ezelőtt történhetett, amikor a Marson a vizek korszakát felváltotta a szárazföldi környezet korszaka. A Curiosity rover a "Buckskin" nevű kőzetrétegben fedezte fel a tridimitet, és az elemző műszerei alapján meghatározta annak mennyiségét és kémiai összetételét.